# Чарльз, Шей
Шей Эммануэл Чарльз (англ. Shea Emmanuel Charles; род. 5 ноября 2003, Манчестер, Северо-Западная Англия) — североирландский футболист, опорный полузащитник клуба «Саутгемптон» и капитан сборной Северной Ирландии.

## Клубная карьера
Шей Чарльз родился в Манчестере и в 7 лет начал заниматься футболом в академии «Манчестер Сити». В сезоне 2021/2022 выступал за команду клуба до 23 лет и выиграл вместе с командой Премьер-Лигу 2. 22 февраля 2023 года Чарльз вошёл в заявку «Манчестер Сити» на матч плей-офф Лиги чемпионов против «РБ Лейпциг». 28 мая 2023 года дебютировал в Премьер-лиге, выйдя на замену на 63-й минуте в последнем туре против «Брентфорда».
12 июля 2023 года «Саутгемптон» объявил о трансфере Чарльза, он подписал контракт с новым клубом на 4 года.
27 августа 2024 года был отдан в аренду в клуб «Шеффилд Уэнсдей», присоединившись к своему младшему брату Пирсу.

## Карьера в сборной
Чарльз является игроком национальной сборной Северной Ирландии. Он также выступал за различные сборные страны от 16 лет до 21 года. 2 июня 2022 года он дебютировал за основную сборную в матче Лиги наций УЕФА против сборной Греции.

## Семья
Младший брат Шея Пирс — тоже профессиональный футболист.